# Russell Hulse

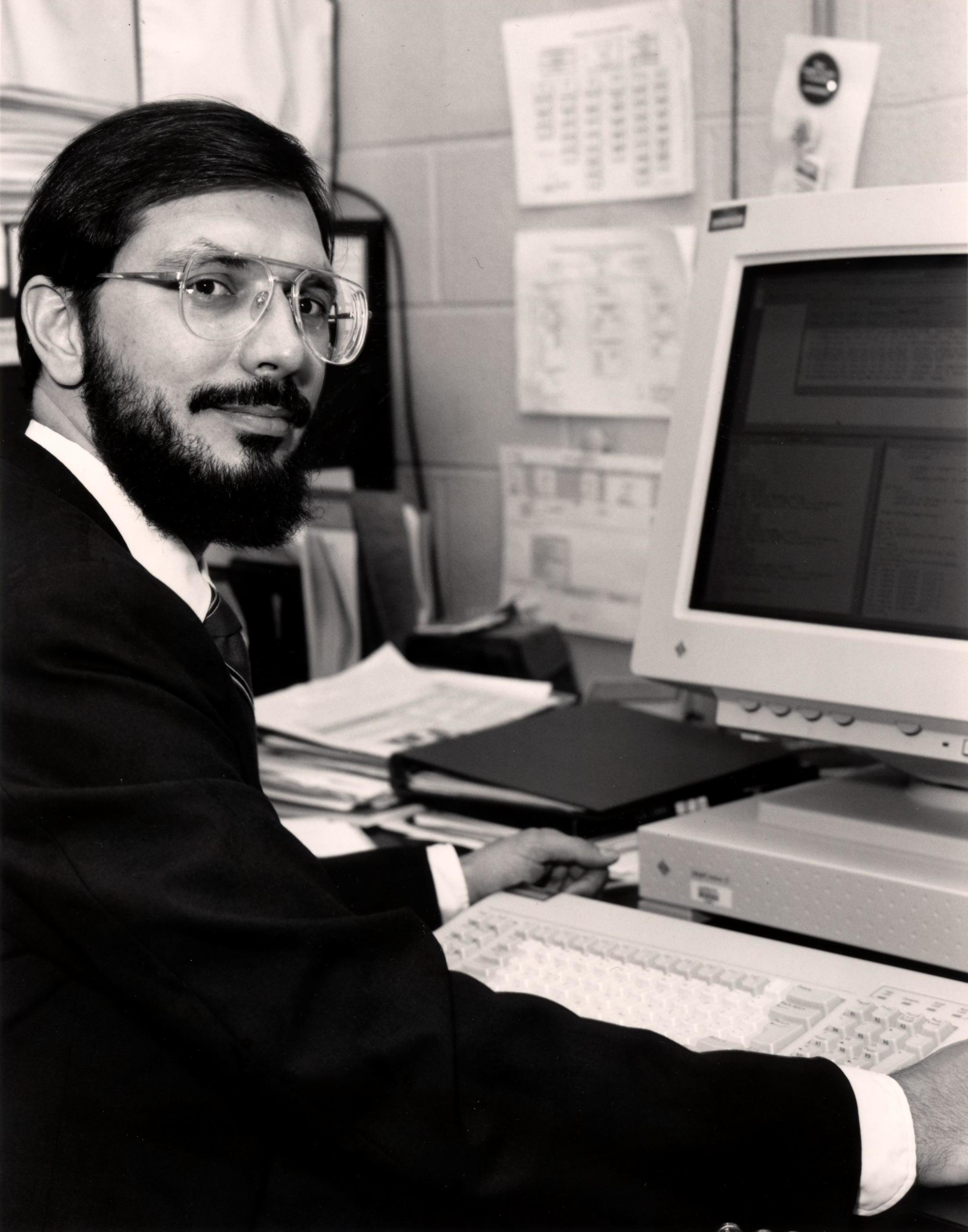
Russell Hulse

Russell Alan Hulse (* 28. November 1950 in New York) ist ein US-amerikanischer Physiker und Träger des Nobelpreises für Physik, den er mit seinem Doktorvater, Professor Joseph Hooton Taylor Jr., teilt. Verliehen wurde der Nobelpreis 1993 für „die Entdeckung eines neuen Typs von Pulsar, der neue Möglichkeiten zur Erforschung der Gravitation eröffnete.“ Der Pulsar trägt den Namen PSR J1915+1606.

## Biographie
In seiner Jugend besuchte er die Bronx High School of Science und die Cooper Union, ein privates College. Nach seinem Bachelor-Abschluss wechselte er zur University of Massachusetts in Amherst im US-Bundesstaat Massachusetts, wo er 1975 in Physik promovierte. 1974 entdeckte er während seiner Arbeit am Arecibo-Observatorium gemeinsam mit Joseph Hooton Taylor Jr. den ersten binären Pulsar, für diese Entdeckung bekamen sie 1993 beide den Nobelpreis verliehen. An dem Neutronensternystem gelang Hulse und Taylor erstmals der indirekte Nachweis von Gravitationswellen.
Nach seiner Promotion arbeitete er von 1975 bis 1977 beim National Radio Astronomy Observatory in Charlottesville im Bundesstaat Virginia. Er bewarb sich 1977 erfolgreich beim Princeton Plasma Physics Laboratory, da er in der Astronomie wenig Karrierechancen sah und um die Distanz zu seiner an der University of Pennsylvania studierenden Freundin zu verringern. Seit 2003 arbeitet er zusätzlich als Gastdozent an der University of Texas at Dallas.
Er ist Fellow der American Physical Society und der American Association for the Advancement of Science.